# Teoria stării staționare
Teoria stării staționare sau teoria stării de echilibru este un model cosmologic propus la sfârșitul anilor 1940 de Fred Hoyle, Thomas Gold și Hermann Bondi, care presupunea că Universul este etern și neschimbat. A fost concepută ca o alternativă la teoria Big Bang. Teoria stării de echilibru postulează că universul menține aceleași proprietăți în spațiu și timp și nu are nici început, nici sfârșit. Teoria nu trebuie confundată cu ideea unui univers static: de fapt teoria descrie un univers în expansiune ca și teoria Big Bang. Dar, deoarece expansiunea duce la scăderea densității universului în timp, teoria stării de echilibru implică crearea continuă a materiei pentru a menține densitatea constantă.
În anii 1950 această teorie a reprezentat principala alternativă la Big Bang, dar a fost definitiv respinsă de observația că universul a fost diferit în trecut și, mai ales, de descoperirea radiației cosmice de fond. După anii 2000 singurul susținător major al teoriei, într-o formă revizuită, a fost astrofizicianul Jayant V. Narlikar, director al Centrului pentru Astronomie și Astrofizică din Pune, India.
Astăzi, acest model este abandonat datorită incapacității sale de a lua în considerare numeroasele observații.
Unele dintre elementele sale (atât din punct de vedere matematic, cât și filosofic) pot fi încă găsite în cosmologia contemporană.
Legenda spune că această teorie a fost creată după ce autorii ei au vizionat filmul britanic Dead of Night din 1945.